# سيم سنغ-مين
سيم سنغ-مين (هانغل: 심상민) هو لاعب كرة قدم كوري جنوبي في مركز ظهير ‏، ولد في 21 مايو 1993 في مدينة ألسان في كوريا الجنوبية. شارك مع منتخب كوريا الجنوبية تحت 20 سنة لكرة القدم ومنتخب كوريا الجنوبية تحت 23 سنة لكرة القدم. أما مع النوادي، فقد لعب مع نادي سول.

## وصلات خارجية
- سيم سنغ-مين على موقع الاتحاد الدولي (مؤرشف)  (الإنجليزية)
- سيم سنغ-مين على موقع دوري كوريا الجنوبية (الإنجليزية)
- سيم سنغ-مين على موقع قاعدة بيانات كرة القدم.إي يو (الإنجليزية)
- سيم سنغ-مين على موقع Soccerway.com (الإنجليزية)
- سيم سنغ-مين على موقع أوليمبيديا (الإنجليزية)